# 赵墩乡
赵墩乡，是中华人民共和国甘肃省平凉市庄浪县下辖的一个乡镇级行政单位。

## 行政区划
赵墩乡下辖以下地区：
大庄村、井沟村、阳川村、孙庙村、蛟寺村、蛟掌村、梨湾村、裴堡村、石咀村、关道村、王堡村、牡丹村和赵墩村。